# Canon Hacker Development Kit
CHDK (Canon Hacker Development Kit), är ett oberoende firmware-tillägg för digitala kompaktkameror från företaget Canon med DIGIC-II, III elle IV-Processor. CHDK är ett projekt med öppen källkod. Källkoden och det färdigkompilerade programvaran finns tillgängligt under GNU-GPL. Programvaran utökar möjligheterna hos den digitala kameran väldigt mycket. Den viktigaste egenskapen är att kamerans mjukvara förblir oförändrad.